# 춤추는 대수사선 3
《춤추는 대수사선 THE MOVIE 3 녀석들을 해방하라!》(일본어: 踊る大捜査線 THE MOVIE3 ヤツらを解放せよ!)는 2010년 7월 3일에 개봉된 일본 영화이다.

## 개요
전작인 THE MOVIE 2로부터 7년, 스핀오프 영화인 《교섭인 마시타 마사요시》, 《용의자 무로이 신지》를 포함하면 5년, 시리즈 전체적으로 보면 2007년의 《경호관 우치다 신조》 이래 3년만의 작품이다.
촬영은 2010년 1월 6일부터 3월 15일까지 이루어졌다. 2004년에 작고한 이카리야 쵸스케가 연기한 와쿠 헤이하치로는 병사한 설정으로, 본편에서는 과거의 작품에서의 이카리야의 목소리로 아오시마의 회상에 SE로 흐르는 장면이 있다. 그리고 이 작품에서는 그의 조카로 이토 아츠시가 연기하는 "와쿠 신지로"(和久伸次郎)가 새롭게 등장한다.
또한, 드라마 시리즈 제1화부터 《교섭인 마시타 마사요시》까지 등장한 카시와기 유키노는 출산휴가중이라는 설정으로 출연하지 않으며, 스페셜에서부터 등장하여 스핀오프 영화에도 등장했던 신죠(관리관) 또한 이 작품에는 등장하지 않는다. 대신에 스핀오프 드라마 '완간서 여경 이야기 초여름의 교통안전 스페셜'의 주연이었던 우치다 유키가 이번 작품에 등장하게 되었다.
극중 설정에서는 3월 31일에 있는 새로운 완간경찰서 오픈식을 앞두고 있는 2010년 3월 28일 ~ 30일의 3일 동안 8개의 사건이 발생한다. 주인공 아오시마 슌사쿠는 계장으로 승진하여 구 완간서 건물에서 새로운 완간서로 이사하고, 새로운 멤버가 늘어나는 등, 7년이 지난 만큼 지금까지의 시리즈 작품을 그대로 잇는 것이 아니라, 테마를 다시 설정하여 '신 춤추는 대수사선 제1화'처럼 제작되었다고 한다.

## 선전 문구
- He's back.
- 안녕히, 완간서. (さらば、湾岸署。)
- 최악이 점거한다(最悪が占拠する)
- 완간서, 봉쇄되어 버렸습니다. (湾岸署、封鎖されちゃいました。)
- SET THE GUYS LOOSE

## 출연진
완간경찰서
- 오다 유지 - 아오시마 슌사쿠
- 후카츠 에리 - 온다 스미레
- 유스케 산타마리아 - 마시타 마사요시
- 이토 아츠시 - 와쿠 신지로
- 우치다 유키 - 시노하라 나츠미
- 쓰리 아미고스
  - 기타무라 소이치로
  - 오노 타케히코
  - 사이토 사토루
- 사토이 켄타

경시청 형사부
- 오구리 슌 - 토리가이 세이이치
- 코이즈미 코타로 - 코이케 시게루
- 무로 츠요시
- 테라지마 스스무 - 키지마 죠이치로

경시청
- 야나기바 토시로 - 무로이 신지

드라마 및 전작에서 범인을 연기한 인물들
- 이쥬인 히카루 - 노구치
- 이나가키 고로
- 오카무라 다카시
- 코이즈미 쿄코 - 휴가 마나미

3에서 범일을 연기한 인물
- 토키토 아미 - 세가와 쿠미

## 줄거리
2010년 3월 28일, 완간서는 신청사로의 이사 준비로 정신이 없고, 그 중심에는 이사 대책 본부장을 맡고 있으며 강력계 계장이 된 아오시마 슌사쿠가 있었다. 그런 중에 관할 내에서 버스 납치 사건과 은행 강도 사건이 연달아 터져 아오시마와 스미레는 출동하지만, 범죄로 인한 피해는 전혀 없는 기묘한 사건이었다. 완간서 전체가 정신이 없는 틈에 권총 3자루가 분실되고 이는 인터넷을 통해 빠르게 확산이 된다. 사라진 권총에 의해 살인 사건이 발생하여 완간서에 수사본부가 설치되고, 새로운 유형의 보좌관인 토리카이 세이이치가 앞장 서서 본청과 관할서와의 사이에서 조정을 담당한다. 한편, 마시타의 후임으로 교섭과 과장이 된 코이케는 온라인 게임을 통해 범인 '노라이누'와 접촉을 하는데, '노라이누'는 아오시마가 체포했던 9명의 용의자(TV 시리즈, 드라마 스페셜, 극장판 포함)들의 석방을 요구한다. 이에 대해 고위 관료들끼리 회의를 열게 되는데, 이들 틈에서 무로이는 현장의 판단을 믿어줄 것을 주장하지만 무참이 묵살당하고 만다.
한편, 아오시마는 건강진단 결과 심장에 종양이 있다는 충격적인 이야기를 듣고 의기소침 해져 매사에 의욕을 잃는다. 후에 촬영 실수였음이 밝혀지지만, 서장 일행은 의도적으로 이에 대해 숨긴다. 그러다가 와쿠 수첩의 가르침에 따라 '죽을 각오'를 하고 적극적으로 사건에 뛰어든다.
연관성이 전혀 없어보이던 사건들의 연결고리가 보이기 시작하지만, 범인의 계략으로 완간서는 봉쇄가 되어버려 스미레, 마시타 등은 완간서에 갇히게 되고, 범인은 독가스를 살포하겠다고 위협한다. '죽을 각오'를 한 아오시마의 활약으로 사건의 진상이 밝혀지고, 휴우가 마나미와 아오시마는 단 둘이 대치하게 되는데….

## 계장 아오시마 슌사쿠 THE MOBILE
《계장 아오시마 슌사쿠 THE MOBILE 사건은 취조실에서 일어나고 있다!》(係長 青島俊作 THE MOBILE 事件は取調室で起きている!)는 영화 개봉 전부터 NTT 도코모에서 배포한 THE MOVIE3의 전날의 이야기를 내용으로 하는 휴대전화 영화이다. 2009년 개봉한 《아말피 여신의 보수》의 '아말피 비긴즈'와 같은 형식이다. 회당 약 7분 정도로 총 12회가 배포되었다. 선전 문구는 '휴대전화에서만 볼 수 있는 아오시마가 있다.'이다.
2010년 8월 1주일 간 심야에 한정적으로 상영되기도 하였다.